# 11 juin 1925
Le jeudi 11 juin 1925 est le 162e jour de l'année 1925.

## Naissances
- Jean-Pierre Chabrol (mort le 1er décembre 2001), écrivain français ;
- Günther Haase, plongeur allemand ;
- Ludwig Hoffmann (mort en 1999), pianiste allemand ;
- Francisco Lombardo (mort le 24 mai 2012), footballeur argentin ;
- Nguyễn Quảng Tuân (mort le 20 mai 2019), écrivain, poète et chercheur au Sud-Vietnam ;
- Božena Srncová (morte le 30 novembre 1997), gymnaste artistique tchécoslovaque ;
- William Styron (mort le 1er novembre 2006), écrivain américain ;
- Richard White (mort le 10 mars 2012), joueur de rugby.

## Événements
- Création de la ville de Deerfield Beach aux États-Unis.